# Top Priority
Top Priority je osmé sólové studiové album irského kytaristy a zpěváka Roryho Gallaghera. Jeho nahrávání probíhalo od března do dubna 1979 ve studiu Dierks Studios v Kolíně, producentem byl sám Gallagher a album vyšlo v září 1979 u vydavatelství Chrysalis Records.

## Seznam skladeb
Autorem všech skladeb je Rory Gallagher.
| Pořadí | Název              | Délka |
| ------ | ------------------ | ----- |
| 1.     | Follow Me          | 4:40  |
| 2.     | Philby             | 3:51  |
| 3.     | Wayward Child      | 3:31  |
| 4.     | Key Chain          | 4:09  |
| 5.     | At the Depot       | 2:56  |
| 6.     | Bad Penny          | 4:03  |
| 7.     | Just Hit Town      | 3:37  |
| 8.     | Off the Handle     | 5:36  |
| 9.     | Public Enemy No. 1 | 3:46  |

## Obsazení
- Rory Gallagher – zpěv, kytara, dulcimer, harmonika, elektrický sitár
- Gerry McAvoy – baskytara
- Ted McKenna – bicí